# Vicente Sánchez
Vicente Martín Sánchez Bragunde (Montevideo, Uruguay, 7 de diciembre de 1979) es un exfutbolista, dirigente deportivo y entrenador uruguayo que jugaba de delantero, actualmente se encuentra sin equipo tras un paso importante por la dirección técnica de Cruz Azul. Tiene el tercer lugar de más goles en todos los tiempos para el Deportivo Toluca y la octava posición con más apariciones para el Toluca. Jugó 31 veces para el selección de fútbol de Uruguay.
Jugó en el Toluca donde es uno de sus jugadores más destacados en la historia del club y dirigió junto a Omar Bravo un equipo de la tercera división en Estados Unidos. 

## Trayectoria
Jugó en las categorías menores de Racing y Sud América, donde debuta con este último en la Primera División “B” en 1999.
Para los torneos invernales de México de 2001, con Ricardo La Volpe, Vicente Sánchez viajó al país azteca y se sumó a las filas del Deportivo Toluca. Allí se consagró campeón del Torneo Apertura 2002 y en el correspondiente de 2005, perdiendo la final de 2006.
Respecto a la Selección de Uruguay, participó en 2001 en China en la categoría Sub. 20, donde salió campeón y fue el goleador del torneo. 
En 2004 participó con la mayor en la Copa América de Perú, después en las Eliminatorias para Alemania 2006 y la Copa América de 2007.
En el 2007, fue nominado como mejor volante ofensivo y mejor jugador del año anterior. En la ceremonia del mes de agosto, se hizo acreedor de los dos galardones. 
En los inicios de 2007, después de una repentina negociación, se incorporó al Schalke 04 de Alemania, club donde se desempeñó hasta el año 2010, donde pasó a formar parte del plantel del Club América de México, ahí no tuvo mucha participación, en el 2012 pasa a formar parte del plantel Club Nacional de Football de su país natal, con el cual se consagró campeón del apertura.
En julio de 2013, confirma que se desvincula del club y que su futuro sería el Colorado Rapids de la MLS de los Estados Unidos.
Tras la asunción como DT de Defensor Sporting, Eduardo Acevedo solicita la incorporación de un delantero y es contratado carucha, quien retorna al fútbol uruguayo.
El Houston Dynamo contrato al uruguayo para la temporada 2017, anunciándolo como refuerzo el 24 de enero de 2017.
“Esta contratación significa traer a un jugador con mucha trayectoria y experiencia para compartir con los jugadores jóvenes que tenemos en el camerino - para guillarlos, para aconsejarlos y para en la cancha y fuera de la cancha mostrarles como es el comportamiento,” comento el director técnico Wilmer Cabrera. “Lo han recibido con mucho respecto, es un jugador con mucha trayectoria y ha jugado por muchos lados. Y tenerlo allí cerca, verlo como compañero es muy positivo. Entonces los muchachos están contentos – lo admiran, lo respetan y bueno es muy positivo que él encuentre este grupo con mucha ilusión para la temporada que viene.”
Ayudó al Dynamo a llegar a los playoffs y ayudó al gol de la victoria en su primer partido contra el Sporting Kansas City.

## Clubes y estadísticas

### Como jugador
| Club              | País           | Año       |
| ----------------- | -------------- | --------- |
| Sud América       | Uruguay        | 1999      |
| Tacuarembó        | Uruguay        | 2000-2001 |
| Nacional          | Uruguay        | 2001      |
| Toluca            | México         | 2001-2007 |
| Schalke 04        | Alemania       | 2007-2010 |
| América           | México         | 2010-2012 |
| Nacional          | Uruguay        | 2012-2014 |
| Colorado Rapids   | Estados Unidos | 2014-2016 |
| Defensor Sporting | Uruguay        | 2016      |
| Houston Dynamo    | Estados Unidos | 2017      |

### Como entrenador
| Equipo             | Div.  | Temporada | Liga  | Liga | Liga | Liga | Liga |       | Copa | Copa | Copa | Copa  |   | Internacional | Internacional | Internacional | Internacional | Internacional |   | Otros | Otros | Otros | Otros |   | Totales     | Totales | Totales | Totales | Totales | Totales | Totales | Totales |
| Equipo             | Div.  | Temporada | Part. | G    | E    | P    | Pos. | Part. | G    | E    | P    | Part. | G | E             | P             | Pos.          | Part.         | G             | E | P     | Part. | G     | E     | P | Rendimiento | GF      | GC      | Dif.    |         |         |         |         |
| ------------------ | ----- | --------- | ----- | ---- | ---- | ---- | ---- | ----- | ---- | ---- | ---- | ----- | - | ------------- | ------------- | ------------- | ------------- | ------------- | - | ----- | ----- | ----- | ----- | - | ----------- | ------- | ------- | ------- | ------- | ------- | ------- | ------- |
| Cruz Azul · México | 1.ª   | 2025-C    | 19    | 12   | 5    | 2    | 1/2  | -     | -    | -    | -    | 9     | 6 | 3             | 0             | 1.º           | -             | -             | - | -     | 28    | 18    | 8     | 2 | 70.23%      | 52      | 22      | +30     |         |         |         |         |
| Cruz Azul · México | Total | Total     | 19    | 12   | 5    | 2    | -    | -     | -    | -    | -    | 9     | 6 | 3             | 0             | -             | -             | -             | - | -     | 28    | 18    | 8     | 2 | 70.23%      | 52      | 22      | +30     |         |         |         |         |
| 1. 2.              |       |           |       |      |      |      |      |       |      |      |      |       |   |               |               |               |               |               |   |       |       |       |       |   |             |         |         |         |         |         |         |         |

#### Resumen por competiciones
| Competición                      | Partidos | Ganados | Empatados | Perdidos | %      | Resultado   |
| -------------------------------- | -------- | ------- | --------- | -------- | ------ | ----------- |
| Liga MX                          | 18       | 11      | 5         | 2        | 70.37% | Semifinales |
| Liga de Campeones de la Concacaf | 9        | 6       | 3         | 0        | 77.78% | Campeón     |
| TOTAL                            | 27       | 17      | 8         | 2        | 72.84% | 1 Título    |

## Palmarés

### Como jugador

#### Campeonatos nacionales
| Título              | Club     | País    | Año  |
| ------------------- | -------- | ------- | ---- |
| Campeonato Uruguayo | Nacional | Uruguay | 2001 |
| Torneo Apertura     | Toluca   | México  | 2002 |
| Torneo Apertura     | Toluca   | México  | 2005 |

#### Campeonatos Internacionales
| Título                    | Club             | Sede            | Año  |
| ------------------------- | ---------------- | --------------- | ---- |
| Concacaf Champions League | Deportivo Toluca | Toluca de Lerdo | 2003 |

### Como entrenador

#### Campeonatos internacionales
| Título                           | Club      | Sede             | Año  |
| -------------------------------- | --------- | ---------------- | ---- |
| Copa de Campeones de la Concacaf | Cruz Azul | Ciudad de México | 2025 |